# Феркешешть
Феркешешть, Феркешешті (рум. Fărcășești) — село у повіті Горж в Румунії. Входить до складу комуни Феркешешть.
Село розташоване на відстані 232 км на захід від Бухареста, 19 км на південь від Тиргу-Жіу, 75 км на північний захід від Крайови.

## Населення
За даними перепису населення 2002 року у селі проживали 428 осіб, усі — румуни. Усі жителі села рідною мовою назвали румунську.